# Songs for the Last View (EP)
Songs For The Last View es un EP de Lacrimas Profundere, que fue lanzado el 29 de mayo de 2008 con fines promocionales. Destaca A Pearl que es el sencillo del próximo álbum homónimo.

## Curiosidades
- Christopher Schmid como ya se había mencionado aporta líneas de voz junto a Roberto Vitacca en las canciones: A Dead Man y And God's Ocean.
- Aún no se sabe si seguirá aportando más líneas de voz en más canciones ya que aún se espera el disco.

## Lista de canciones
1. A Pearl
2. We Shouldn't Be Here
3. A Dead Man
4. And God's Ocean

## Formación
- Oliver Nikolas Schmid - Guitarra líder
- Roberto Vitacca - Voz
- Peter Kafka - Bajo
- Korl Fuhrmann - Batería
- Tony Berger - Guitarra rítmica

- Datos: Q6132197